# Cá đuối biển gai độc
Cá đuối biển gai độc là tên để chỉ các loài cá đuối có gai độc trong bộ Myliobatiformes, hầu hết thuộc về các họ Dasyatidae, Urotrygonidae, Urolophidae, và Potamotrygonidae. Cá đuối gai độc nói chung không thích tấn công con người. Khi bị đe dọa, chúng thường chọn cách bơi ra xa. Tuy nhiên, chúng sẽ tấn công khi sắp bị ăn thịt hoặc bị giẫm lên. Cách này thường được cá đuối gai độc dùng để chống lại cá mập. Trường hợp bị cá đuối đâm gây tử vong rất hiếm, nhưng có thể xảy ra, ví dụ như Steve Irwin. Trong trường hợp này, gai độc đâm vào khoang ngực, gây ra vết thương nghiêm trọng. Cá đuối biển gai độc (Danh pháp khoa học: Dasyatis Violacea) là loài cá đuối sống ở biển có gai có độc, đây là sinh vật năng động nhất trong họ nhà cá đuối gai độc. Cá Dasyatis Violacea sống lang thang trong các vùng biển nhiệt đới và cận nhiệt đới.

## Đặc điểm

### Cấu trúc
Cá có thân mình dẹt, có vẻ nhu mì, ẻo lả, gần giống hình tam giác. Có một cái mõm tròn. Mắt nằm trên đỉnh đầu. Thân mình con đực trưởng thành dài khoảng 0,8m, cân nặng khoảng 20 kg. Thức ăn chính của cá đuối Dasyatis Violace là động vật thân mềm và cá nhỏ. Chúng thường hay di chuyển trong nước với những cái vây chuyển động giống như là đôi cánh, hoặc bơi nhanh gần đáy biển với hoạt động của vây chuyển động theo hình gợn sóng. Những lúc đó trông chúng như là những chiếc phi thuyền bay trong lòng đại dương.
Khi đáp xuống bề mặt đáy biển cá đuối gai độc biết quạt cho cát phủ lên thân mình để ngụy trang. Thay vì đẻ trứng ra ngoài môi trường nước như những loại cá khác, cá Dasyatis Violacea mái vẫn giữ một trứng trong người mình. Ở trong bụng mẹ, trứng phát triển cho đến khi sắp nở. Đến lúc đó, cá đuối mang chửa liền đẻ ra một con cá đuối non giống một bản sao thu nhỏ của cá đuối gai độc trưởng thành.

### Gai độc
Chúng có gai độc. Cái đuôi của cá đuối gai độc trông giống như cái roi và dài gần gấp 3 lần chiều dài thân mình. Những cái gai nguy hiểm đó chẳng khác nào những mũi dao có tẩm thuốc độc, có thể gây ra những vết thương nghiêm trọng, thậm chí có thể gây nguy hiểm đến tính mạng con người. Ở một số nơi, người ta dùng những cái gai độc này gắn lên trên đầu vũ khí. Gai được phủ bởi một dãy các gai nhỏ rất sắc và mỏng, gồm vasodentin. Vasodentin là một chất sụn rất cứng có thể dễ dàng cắt vào thịt. Mặt dưới của gai độc có hai rãnh song song chạy dọc theo chiều dài gai độc gồm các tế bào tiết chất độc. Một vài gai độc có thể gãy và phần gai độc còn lại nằm trong vết thương gây đau đớn kéo dài.
Cái đuôi của cá đuối trông giống như cái roi. Đuôi dài gần gấp 3 lần chiều dài thân mình. Trên đuôi có hai cái gai, gai có các cạnh lởm chởm như răng cưa, nối với các tuyến tiết chất độc. Cá đuối gai độc thường điều khiển điệu nghệ cái đuôi của mình để đâm vào kẻ thù. Khi đối mặt với kẻ thù, cá đuối thường dùng chiếc đuôi chứa chất độc của mình để tấn công làm tê liệt đối thủ, dẫn tới tử vong.

## Tấn công con người
Cá đuối gai độc là một loài cá rất nguy hiểm. Tuy nhiên, Cá đuối gai độc bình thường hiếm khi tấn công người. Khi bị gai cá đâm, lập tức cảm thấy đau nhức dữ dội, nhiễm độc nặng có thể gây sốt, dần dần dẫn đến liệt, hôn mê, block nhĩ thất, ức chế hô hấp, sốc nhiễm độc… Thông thường, khi bị tấn công như giẫm đạp lên người, săn bắt, quay phim chụp ảnh gần sát cá, lập tức cá đuối sẽ phản xạ tự nhiên là dùng gai đuôi đâm vào đối phương để tự vệ.Có trường hợp Nhà bảo tồn động vật hoang dã Steve Irwin đã thiệt mạng vì cá đuối gai độc sau khi bị một con cá đuối gai độc tấn công trong lúc quay phim tài liệu.
Hậu quả do độc tố gai đuôi cá đuối gây ra trên thế giới đã có nhiều, trong 5 năm (1992 - 1997), ở Colombia có hơn 2.000 trường hợp bị cá đuối đâm, trong đó 8 trường hợp tử vong, 23 trường hợp phải cắt cụt chân và 114 trường hợp mất khả năng lao động. Thậm chí dù đã chết nhưng xác của chúng vẫn có thể gây nguy hiểm phần gai độc của chúng vẫn có thể gây đau đớn nếu vô tình chạm phải. Vây của cá đuối gai độc là một món ăn phổ biến và được ưa chuộng tại các nhà hàng ở Veracruz Mexico.